# Ярмухамедов, Абий
Абий Ярмухамедов (1880-е, Евпатория, Таврическая губерния — 1937) — советский художник крымскотатарского происхождения.

## Биография
Родился в 1880-е годы в Евпатории. В молодости занимался различной деятельностью, а в свободное от работы время уделял рисованию. В 1917 году являлся помощником декоратора опереточной труппы в Харькове, а позднее работал театральным декоратором на Кавказе и в Крыму.
В 1925 году поступил во ВХУТЕМАС в Москве, но учёбу не закончил из-за недостатка средств. После возвращения в Евпаторию работал оформителем. На выставке «10 лет Советского Крыма» в 1930 году получил премию за одну из своих картин. Позднее две картины были куплены Севастопольским художественным музеем и Евпаторийским музеем. Участник выставки «Искусство Советского Крыма», состоявшейся в 1935 года в Государственном музее восточных культур в Москве. К 15-летию советизации Крыма был удостоен почётной грамоты от Крымского центрального исполнительного комитета.
Скончался в 1937 году.
Искусствовед Александр Полканов называл Ярмухамедова «первым национальным художником Крыма». Одна из самых известных работ художника — «Татарская свадьба», которая хранится в Художественном музее Севастополя. В жанре соцреализма написал картины — «Восток в социализме», «Танцы горного чабана» (1933), «Восстание крымских татар в 1855 г.» (1934). В своих картинах Ярмухамедов обращался к теме быта крымских татар. Для его произведений характерен восточный колорит и крымскотатарская национальная тематика.